# Lindsay Wagner
Lindsay Jean Wagner (Los Angeles, 22 de junho de 1949) é uma atriz norte-americana, mais conhecida por sua interpretação de Jaime Sommers, a ciborgue do seriado de televisão A Mulher Biônica, depois do grande sucesso que o personagem fez em outro famoso seriado dos anos 1970, O Homem de Seis Milhões de Dólares.

## Filmografia

### Filmes
| Ano  | Filme                                                            | Personagem               | Nota        |
| ---- | ---------------------------------------------------------------- | ------------------------ | ----------- |
| 1973 | Two People                                                       | Deirdre McCluskey        |             |
| 1973 | The Paper Chase                                                  | Susan Fields             |             |
| 1976 | Second Wind                                                      | Linda                    |             |
| 1979 | The Incredible Journey of Doctor Meg Laurel                      | Meg Laurel               | TV movie    |
| 1979 | The Two Worlds of Jennie Logan                                   | Jennie Logan             | Filme de TV |
| 1981 | Nighthawks                                                       | Irene                    |             |
| 1981 | High Risk                                                        | Olivia                   |             |
| 1981 | Callie & Son                                                     | Callie Bordeaux          | Filme de TV |
| 1982 | Memories Never Die                                               | Joanne Tilford           | Filme de TV |
| 1983 | I Want to Live                                                   | Barbara Graham           | Filme de TV |
| 1983 | Princess Daisy                                                   | Francesca Valenski       | Filme de TV |
| 1983 | Two Kinds of Love                                                | Susan Farley             | Filme de TV |
| 1984 | Martin's Day                                                     | Dr. Mennen               |             |
| 1984 | Passions                                                         | Nina Simon               | Filme de TV |
| 1985 | The Other Lover                                                  | Claire Fielding          | Filme de TV |
| 1985 | This Child Is Mine                                               | Bonnie Wilkerson         | Filme de TV |
| 1986 | Child's Cry                                                      | Joanne Van Buren         | Filme de TV |
| 1986 | Young Again                                                      | Laura Gordon             | Filme de TV |
| 1986 | Convicted                                                        | Martha Forbes            | Filme de TV |
| 1987 | Stranger in My Bed                                               | Beverly Slater           | Filme de TV |
| 1987 | The Return of the Six-Million-Dollar Man and the Bionic Woman    | Jaime Sommers            | Filme de TV |
| 1987 | Student Exchange                                                 | Principal                | Filme de TV |
| 1988 | Evil in Clear River                                              | Kate McKinnon            | Filme de TV |
| 1988 | The Taking of Flight 847: The Uli Derickson Story                | Uli Derickson            | Filme de TV |
| 1988 | Nightmare at Bitter Creek                                        | Nita Daniels             | Filme de TV |
| 1988 | Police Story: Burnout                                            | Detective Sidney Shannon | Filme de TV |
| 1989 | From the Dead of Night                                           | Joanna                   | Filme de TV |
| 1989 | Bionic Showdown: The Six Million Dollar Man and the Bionic Woman | Jaime Sommers            | TV movie    |
| 1990 | Voice of the Heart                                               | Katharine Tempest        | Filme de TV |
| 1990 | Shattered Dreams                                                 | Charlotte Fedders        | Filme de TV |
| 1990 | Babies                                                           | Yvonne                   | Filme de TV |
| 1991 | Ricochet                                                         | Brimleigh                |             |
| 1991 | Fire in the Dark                                                 | Janet                    | Filme de TV |
| 1992 | She Woke Up                                                      | Claudia Parr             | Filme de TV |
| 1992 | Treacherous Crossing                                             | Lindsey Thompson Gates   | TV movie    |
| 1992 | To Be the Best                                                   | Paula O'Neill            | Filme de TV |
| 1992 | A Message from Holly                                             | Holly                    | Filme de TV |
| 1993 | Nurses on the Line: The Crash of Flight 7                        | Elizabeth Hahn           | Filme de TV |
| 1994 | Once in a Lifetime                                               | Daphne Fields            | Filme de TV |
| 1994 | Bionic Ever After?                                               | Jaime Sommers            | Filme de TV |
| 1995 | Fighting for My Daughter                                         | Kate Kerner              | Filme de TV |
| 1996 | Sins of Silence                                                  | Molly McKinley           | Filme de TV |
| 1996 | A Mother's Instinct                                              | Raeanne Gilbaine         |             |
| 1997 | Contagious                                                       | Dr. Hannah Cole          | Filme de TV |
| 1997 | Their Second Chance                                              | Barbara                  | Filme de TV |
| 1998 | Voyage of Terror                                                 | Dr. Stephanie Tauber     | Filme de TV |
| 1998 | Frog and Wombat                                                  | Sydney Parker            |             |
| 2002 | A Light in the Forest                                            | Penelope Audrey          |             |
| 2005 | Thicker Than Water                                               | Jess Jarrett             | Filme de TV |
| 2005 | Buckaroo: The Movie                                              | Ms. Ainsley              |             |
| 2006 | The Surfer King                                                  | Connie Zirpollo          |             |
| 2006 | Four Extraordinary Women                                         | Anne                     | Filme de TV |
| 2008 | Billy: The Early Years                                           | Morrow Graham            |             |

### Series de TV
| Ano       | Título                     | Personagem        | Temporadas | Notas |
| --------- | -------------------------- | ----------------- | ---------- | --- |
| 1975–76   | The Six Million Dollar Man | Jaime Sommers     | 2-4        | |
| 1976–78   | The Bionic Woman           | Jaime Sommers     | 1-3        | Ganhou um Emmy de Melhor Atriz em um papel dramático (1977) e um prêmio TV Land. Também indicada para dois prêmios Globos de Ouro |
| 1980      | Scruples                   | Billy Ikehorn     | 1          | Miniseries |
| 1984      | Jesse                      | Dr. Jessie Hayden | 1          | |
| 1989      | A Peaceable Kingdom        | Rebecca Cafferty  | 1          | 12 episódios |
| 2018-2019 | Grey's Anatomy             | Helen Karev       |            | 4 episódios |

### Jogos
| Ano  | Título          | Personagem |
| ---- | --------------- | ---------- |
| 2019 | Death Stranding | Amelie     |